# 四碘乙烷
四碘乙烷（英語：Tetraiodoethane）分子式：C2H2I4，摩尔质量：533.66 g/mol，可以指：
- 1,1,1,2-四碘乙烷，PubChem CID：23510627
- 1,1,2,2-四碘乙烷，PubChem CID：15250471